# Antony Lewis
Antony Martin Lewis (* 1975 in London) ist ein britischer Kosmologe und Softwareentwickler.

## Werdegang
Lewis wuchs auf in South London und Ostberlin. Nach dem Abitur an Alleyn's School in Dulwich, London, promovierte er im Jahr 2000 in Physik an der Universität Cambridge und studierte anschließend Astronomie. In 2010 wurde er zum Professor für Kosmologie benannt an der Universität Sussex.

## Softwareentwickler
Die ersten MS-DOS-Kreuzworträtselprogramme waren relativ eingeschränkt. Es dauerte einige Jahre, bis Computer über genügend Speicher verfügten, um Kreuzworträtselalgorithmen nutzbar zu machen (Windows 3.1). Antony Lewis entwickelte Software für sein Crosswordpuzzleprogramm Crossword Compiler und die dazugehörigen Wörterbuchlisten.

### Crossword Compiler
Lewis interessierte sich sowohl für Softwareentwicklung als auch für Lexikografie und lexikalischen Datenbanken. 1993 entwickelte er das Softwareprogramm Crossword Compiler, dass Layouts für Kreuzwortpuzzle, Suchseln, Wortleitern, Sudokus und andere Puzzle-Diagramme füllen kann und über eine Autovervollständigungsfunktion verfügt. Es wird weltweit von professionellen Puzzle-erstellern, Lehrern und Puzzlebegeisterten verwendet. Zu den Nutzern zählen seitdem große Zeitungen wie The Times und die britischen Zeitungen The Guardian und The Independent. Verleger und Sprachlehrer verwenden das Programm auch für Unterrichtsmaterialien und Wettbewerbspuzzles. Das Programm wird in mehreren Sprachen unterstützt, darunter west- und ost-europäische Sprachen, kyrillisch und baltische Sprachen. Lewis beriet sich regelmäßig mit Puzzle-Entwicklern über gewünschte Features und Funktionen.

### WordWeb
Für Crossword Compiler entwickelte er WordWeb, eine elektronische Wörterbuchanwendung die Diagramme schnell füllt, auch aus benutzerdefinierten Listen. Das Programm durchsucht die entsprechende Wortliste nach Buchstabenmustern; zum Beispiel kan der Gebraucher ???EX eingeben, wobei ? eine einzige Buchstabe darstellt. Die integrierte Wortliste des Crossword Compilers kann dann englische Wörter vorschlagen, wie etwa ANNEX, INDEX und LATEX. Spätere Versionen konnten nach dem Hinzufügen neuer Einträge auch DUREX, FEDEX und THEEK vorschlagen.

## Kosmologe
1997 erwarb Lewis einen Master of Physics an der University of Cambridge und anschließend einen Ph.D. in geometrischer Algebra und kovarianten Methoden in Physik und Kosmologie an der Cavendish University. 2002 zog er nach Toronto, wo er unter anderem am Center for Astrophysics der Harvard University arbeitete. 2005 kehrte er an das Institute of Astronomy in Cambridge zurück und zog 2010 nach Sussex, wo er an verschiedenen Aspekten der Kosmologie arbeitete, insbesondere der kosmischen Mikrowellenhintergrundstrahlung (CMB), Gravitationslinseneffekten und Beobachtungstheorie. Nach seiner Zeit im Kernteam, in der er Daten des Planck-Weltraumteleskops analysierte, arbeitet Lewis heute am Simons Observatory, das die Ursprünge des Kosmos erforscht.

## Publikationen (Auswahl)
- Planck 2018 results. VI. Cosmological parameters
- Planck 2015 results. XIII. Cosmological parameters
- CMB lensing and primordial squeezed non-Gaussianity (2012)
- The real shape of non-Gaussianities (2011)
- The linear power spectrum of observed source number counts (2011)
- Likelihood Analysis of CMB Temperature and Polarization Power Spectra (2008)
- Cluster masses from CMB and galaxy weak lensing (2006)
- CMB anisotropies from primordial inhomogeneous magnetic fields (2004)
- Evolution of cosmological dark matter perturbations (2002)
- In Clifford Algebras and their applications in mathematical physics vol. (2000) postscript[7]